# Ferran Felip d'Orleans
Ferran Felip d'Orleans, duc d'Orleans (en francès, Ferdinand Philippe Louis Charles Éric Rosalino d'Orléans), nascut el 3 de setembre de 1810 a Palerm i mort el 13 de juliol de 1842 a Neuilly-sur-Seine. Duc d'Orleans i príncep de la casa dels Orleans que esdevingué hereu al tron de França arran de la proclamació, l'any 1830, del seu pare com a rei dels francesos.

## Biografia
Nascut el 1810 a la ciutat de Palerm, a un moment al qual els exèrcits de Napoleó I de França ocupaven la pràctica totalitat d'Europa, era fill del rei Lluís Felip I de França i de la princesa Maria Amèlia de Borbó-Dues Sicílies. Quan va néixer, la família Orleans vivia exiliada al regne de les Dues Sicílies i més concretament a Sicília on la família reial s'havia refugiat després de l'ocupació de la part continental del regne per les tropes napoleòniques.
El príncep era net per via paterna del príncep Lluís Felip d'Orleans i de la princesa Adelaida de Borbó-Penthièvre i per via materna del rei Ferran I de les Dues Sicílies i de l'arxiduquessa Mari Carolina d'Àustria. El príncep era besnet del rei Carles III d'Espanya i de l'emperadriu Maria Teresa I d'Àustria.
En néixer obtingué el títol de duc de Chartres i l'any 1830, quan el seu pare fou elegit rei dels francesos, hi afegí el tradicional títol de duc d'Orleans.
Casat amb Helena de Mecklenburg-Schwerin que era filla del gran duc hereu Frederic Lluís de Mecklenburg-Schwerin i de la princesa Carolina de Saxònia-Weimar-Eisenach. La parella tingué dos únics fills:
- Felip d'Orleans, nat a París el 1838 i mort a Stowe House (Anglaterra) l'any 1894. Es casà amb la princesa-infanta Maria Isabel d'Orleans.

- Robert d'Orleans, nat a París el 1840 i mort el 1910. Es casà amb la princesa Francesca d'Orleans.

El matrimoni del príncep d'Orleans amb la princesa Helena fou extremadament feliç. Malgrat tot, el príncep Ferran Felip morí a l'edat de 32 anys com a conseqüència d'un accident en la calesa amb què viatjava a Sablonville.
Fou enterrat a la capella reial de Dreux. Com a conseqüència de la religió protestant que professava la seva muller no pogué ésser enterrada al seu costat. Tot i així, la família Orleans creà una petita capella contigua a la gran capella on fou enterrada Helena i, a més a més, obriren una petita finestra que comunicava la dependència amb la del seu espòs.